# Ḩājjī Māmīān
Ḩājjī Māmīān (persiska: حاجّی ما ميان, حاجّی مامیان, Ḩājjī Mā Mīān) är en ort i Iran.   Den ligger i provinsen Västazarbaijan, i den nordvästra delen av landet, 500 km väster om huvudstaden Teheran. Ḩājjī Māmīān ligger 1 533 meter över havet och antalet invånare är 179.
Terrängen runt Ḩājjī Māmīān är kuperad.Runt Ḩājjī Māmīān är det ganska tätbefolkat, med 60 invånare per kvadratkilometer. Närmaste större samhälle är Mahabad, 10,2 km nordost om Ḩājjī Māmīān. Trakten runt Ḩājjī Māmīān består i huvudsak av gräsmarker.